# Asedio de Trsat
El asedio de Trsat (en croata: Opsada Trsata) fue una batalla librada por la posesión de Trsat (en latín: Tarsatica) en Liburnia, cerca de la frontera croata-franca. El asedio se inició en el otoño de 799 entre las fuerzas defensivas de Croacia litoral bajo la dirección del duque croata Višeslav y el Ejército invasor del Imperio carolingio comandado por Eric de Friuli. La batalla fue una victoria croata y el comandante franco Eric falleció durante el sitio.
La invasión franca de Croacia, la destrucción de Tarsatica, la coronación de Carlomagno como emperador del Sacro Imperio Romano Germánico y las negociaciones de 802-815 entre los francos y los bizantinos llevaron a un callejón sin salida. Como consecuencia, Croacia litoral aceptó pacíficamente un señorío franco limitado.